# Emiliano R. Fernández
Emiliano Fernández Rivarola, pseud. Emilianoré (ur. 8 sierpnia 1894 w Guarambaré, zm. 15 września 1949 w Asunción) – paragwajski poeta i muzyk.

## Życiorys
Urodził się w Guarambaré w departamencie Centralnym. Był synem Silvestre Fernándeza i Bernardy Rivaroli Odebrał zaledwie cztery lata formalnej edukacji. Samouk, jako dwunastolatek nauczył się grać na gitarze. Wiódł życie nierozerwalnie związane z artystyczną bohemą, wypełnione licznymi romansami. W swojej twórczości umiejętnie przeplatał wątki miłosne z celnymi opisami życia codziennego i obyczajów paragwajskiego chłopstwa. Brał udział w walkach podczas wojny o Chaco, miał zwyczaj tworzenia w okopach. W przerwach między wymianami ognia recytował swe utwory towarzyszom broni, zagrzewając ich do walki. Jego patriotyczna postawa przyniosła mu sławę i porównania do greckiego poety Tyrtajosa. 
Dorobek Fernándeza obejmuje przeszło 2000 utworów poetyckich, tak w guarani jak i w języku hiszpańskim. Nigdy nie został zebrany w formie książki, pozostawał rozproszony na łamach rozmaitych tytułów prasowych, śpiewników czy antologii poetyckich. Do najbardziej znanych tekstów, które wyszły spod jego pióra należą 1° de marzo, Rojas Silva rekávo, Che la reina (pierwotnie Aháma che china), Oda pasional, Oyuapytépe, Asunción del Paraguay, Despierta mi Angelina, Tupasy Caacupé, Siete notas musicales, Desde el cautiverio, La última letra i Mboriajhú memby.
Zmarł w stołecznym Asunción, na skutek obrażeń odniesionych podczas bójki. Nazywany jest taita guasú (wielkim ojcem) paragwajskiej poezji ludowej. Od 2012 jego szczątki spoczywają w paragwajskim Panteonie Narodowym. Poza poezją i muzyką parał się również ciesielstwem, był też przewodnikiem harcerskim.